# کاسوگا نو تسوبونه
کاسوگا نو تسوبونه (به ژاپنی: 春日局 Kasuga no Tsubone)، سایتو فوکو (۱۵۷۹ – ۲۶ اکتبر، ۱۶۴۳)، او دختر سایتو توشی‌میتسو از ملازمان پرقدرت آکچی میتسوهیده بود. او دایهٔ توکوگاوا ایه‌میتسو (نوهٔ توکوگاوا ایه‌یاسو)، در اوایل دوره ادو بود. فوکو اواوکو (نوعی حرمسرا به سبک ژاپنی) را در قلعه ادو ایجاد کرد.

## کودکی
سایتو توشی‌میتسو، پدر فوکو یکی از اعضای خاندان سایتو، خانواده ای سرشناس از ولایت مینو و یکی از ملازمان ارشد آکچی میتسوهیده بود. مادر او «اوآن»، دختر اینابا یوشیمیچی، یا «اوآمو» دختر، خواهر بزرگتر یوشیمیچی بود.
خاندان سایتو یک خاندان معتبر سامورایی بود که برای نسل‌ها در منصب شوگودای (فرماندار) ولایت مینو خدمت می‌کرد. خانوادهٔ فوکو، نیز یک شاخه از خاندان سایتو بود. هنگامی که خاندان شوگودای سایتو سقوط کرد، خاندان سایتو شروع به خدمت به خاندان آکچی ملازم ارشد اودا نوبوناگا کردند. فوکو در قلعه کوروی در ولایت تانبا (اکنون استان هیوگو)، جایی که پدرش سایتو توشی‌میتسو دارای املاک بود، به دنیا آمد. ولایت تانبا قلمرو میتسوهیده بود و میتسوهیده به عنوان ملازم به پدر فوکو قلمرویی در ولایت تانبا داده بود.
سایتو توشی‌میتسو به مهارت نظامی اش معروف بود و توانایی‌هایش توسط میتسوهیده بسیار ستوده شده بود و او به عنوان ملازم اصلی خاندان آکچی منصوب شد، گویی از پدربزرگ مادری فوکو، اینابا یوشیمیچی که قبلاً به او خدمت کرده بود، جدا شده بود. گفته می‌شود که بین میتسوهیده و اودا نوبوناگا بر سر این انتقال ملازم دعوا وجود داشته که یکی از دلایل حادثه معبد هوننو بوده است. خواهر کوچکتر سایتو توشی‌میتسو همچنین همسر قانونی چوسوکابه موتوچیکا، قهرمان شیکوکو بود. به همین دلیل تصور می‌شد که میتسوهیده مسئول فتح شیکوکو خواهد بود، اما نوبوناگا نیز او را از این سمت برکنار کرد و نارضایتی میتسوهیده بیشتر شد. زمانی که میتسوهیده طرح کودتای علیه اودا نوبوناگا را برای سایتو توشی‌میتسو فاش کرد، به نظر می‌رسد که او به شدت با طرح حادثه معبد هوننوجی مخالفت کرده است، اما او نتوانست نظر میتسوهیده را تغییر دهد و مجبور شد به عنوان یکی از مغز متفکران در این کودتا شرکت کند.

## پس ازحادثه معبد هوننو
در ژوئن ۱۵۸۲، آکچی میتسوهیده باعث حادثه معبد هوننو شد و اودا نوبوناگا درگذشت. پدرش که ملازم ارشد میتسوهیده بود به یکی از سردمداران این کودتا تبدیل شد. پدربزرگ مادری او اینابا یوشی‌میچی از مردم ولایت مینو در این جریان قصد داشت در برابر آکچی میتسوهیده استقلال خود را حفظ کند. پس از حادثه معبد هوننو تویوتومی هیده‌یوشی که در جنوب ژاپن علیه خاندان موری می‌جنگید، تصمیم گرفت با این خاندان صلح کند و توانست آکچی میتسوهیده را در حدود ۱۰ روز دیگر شکست دهد. میتسوهیده به سرعت در نبرد یامازاکی شکست خورد و پدر فوکو پس از شکست در نبرد یامازاکی گریخت اما به زودی اسیر اعدام شد و فوکو در چهار سالگی پدرش را از دست داد. فوکو برای فرار از دست تعقیب کنندگان نیروهای تویوتومی به همراه دیگر خواهر و برادرش فرار کرد و خانواده اش از هم جدا شدند. در ابتدا، فوکو به دوست پدرش کایهو یوشو، ملازم سابق خاندان آزای، که با پدرشو، رابطه خوبی داشت، تکیه کرد تا به‌طور موقت از او محافظت کند. با این حال، وقتی محل اختفای او برای رژیم تویوتومی مشخص شد، به بستگان مادری خود، شاهزاده سانجونیشی سانه‌ئدا روی آورد و دختر خوانده او شد. شاهزاده سانجونیشی سانه‌ئدا برادرزاده همسر پدربزرگ مادری فوکو، اینابا یوشی‌میچی بود که یک اشراف درباری بود، بنابراین فوکو فرهنگ و آموزش یک اشراف درباری را در نزد او آموخت و به طیف وسیعی از آموزش مانند خوشنویسی و شعر دست پیدا کرد. آنچه بعداً اتفاق افتاد ناشناخته است، اما فوکو توسط خانواده مادرش، خاندان اینابا، در ولایت مینو پذیرفته شد. فوکو دختر خوانده دایی خود، اینابا شیگه‌میچی شد و به «ایبانا فوکو» معروف شد.

## ازدواج
اینابا شیگه‌میچی اینابا فرزند خوانده‌ای به نام اینابا ماساناری داشت که با دختر خود ازدواج کرده بود، اما همسر اینابا ماساناری چند سال پس از ازدواج آنها فوت کرد. آنها دو فرزند داشتند بنابراین فوکو به عنوان همسر به او داده شد و فوکو همسر دوم اینابا ماساناری شد. شوهرش، اینابا ماساناری، هنگام اعزام نیرو به کره به نتایج مطلوبی نرسید و توسط تویوتومی هیده‌یوشی مورد توبیخ قرار گرفت، اما گفته می‌شود که توکوگاوا ایه‌یاسو از او حمایت کرد. این موضوع بعداً تأثیر زیادی بر گرایش شوهرش به خاندان توکوگاوا داشت.
شوهرش اینابا ماساناری ملازم کوبایاکاوا هیده‌آکی، یکی از اعضای ارتش غربی در نبرد سکیگاهارا و به خاندان تویوتومی خدمت می‌کرد. اگرچه نظریه‌های مختلفی در مورد روند خیانت او به خاندان تویوتومی وجود دارد، اما واقعیت تاریخی این است که او از توکوگاوا و ارتش شرقی طرفداری کرد. گفته می‌شود که در نتیجه این خیانت ارتش غربی منهدم شده است. اگرچه نظریه‌های مختلفی در مورد روند خیانت وجود دارد، اما واقعیت تاریخی این است که او به سمت توکوگاوا ارتش شرقی فرار کرد. گفته می‌شود که در نتیجه ارتش غرب منهدم شده است. با این حال، تنها دو سال پس از نبرد سکیگاهارا، کوبایاکاوا هیده‌آکی در جوانی درگذشت. چون جانشین مردی وجود نداشت، املاک و دارایی خاندان کوبایاکاوا توسط توکوگاوا ایه‌یاسو کای‌اکی (مصادره) شد. در نتیجه، سامورایی‌هایی که به خاندان کوبایاکاوا خدمت می‌کرد رونین شدند. البته اینابا ماساناری نیز از این قاعده مستثنی نبود. اینابا ماساناری و فوکو که رونین شدند مجبور شدند مدتی در ولایت مینو زندگی نیمه کشاورزی داشته باشند.

## پذیرفته شدن به عنوان ندیمه
شوگون‌سالاری توکوگاوا در سال ۱۶۰۳ تأسیس شد و سال بعد، اطلاعیه ای برای استخدام یک ندیمه برای نوه پسر توکوگاوا ایه‌یاسو، تاکه‌چیو، که بعداً به نام توکوگاوا ایه‌میتسو شناخته شد، منتشر شد. فوکو برای این کار درخواست داد زیرا با فرهنگ اشراف کیوتو آشنا بود و تحصیلات خوبی داشت. فوکو به عنوان پرستار تاکچیو انتخاب شد زیرا او فرهنگ و تحصیلات یک نجیب دربار را در خانواده اینابا به دست آورده بود. گفته می‌شود که پدربزرگ تاکه‌چیو، توکوگاوا ایه‌یاسو، از طریق شوهر او اینابا ماساناری با فوکو آشنا شده است و یک نظریه قوی وجود دارد که توکوگاوا ایه‌یاسو در فرایند انتخاب پرستار بچه نقش داشته است. فوکو که به عنوان یک ندیمه انتخاب شده بود، مجبور شد از همسرش طلاق بگیرد. دلیل دقیق طلاق آنها مشخص نیست. به نظر می‌رسد که فوکو سومین پسرش را درست قبل از ترک شوهرش به دنیا آورده بود.

## دیدار با توکوگاوا ایه‌یاسو
یکی از حکایت‌های معروف این است که توکوگاوا هیده‌تادا، که به پسر دومش توکوگاوا تاداناگا بیشتر دلبسته است تا پسر بزرگ‌ترش ایه‌میتسو، و با همسرش اوایو مخالف شوگون شدن ایه‌میتسو است. فوکو که خواستار پیشرفت ایه‌میتسو بود، در مورد این موضوع مستقیماً با ایه‌یاسو، که در آن زمان در سونپو اقامت داشت، مذاکره مستقیم می‌کند. ایه‌یاسو که واهمه پیدا کرد که چنین مسائلی موجب ایجاد اختلافات جانشینی و بروز جنگ در شوگون‌سالاری توکوگاوا شود. ایه‌یاسو تصمیم گرفت برای جلوگیری از درگیری، نظم طول عمر و ارجح بودن فرزند ارشد را مبنای جانشینی قرار دهد. در همان زمان، فوکو بار به موفقیت رساندن ایه‌میتسو را به جانشینی به طوری که که همه با آن موافق باشند، بر دوش داشت و به نظر می‌رسد ایه‌یاسو به توانایی فوکو در انجام این کار ایمان داشته است. همان‌طور که از این حکایت مشاهده می‌شود، اغلب گفته می‌شود که فوکو با مادر ایه‌میتسو، اوایو، رابطه متناقضی داشته است، اما در واقع، فوکو به عنوان «شوگون-ساما گوکیوکو» مورد اعتماد بوده است و او دست راست اوایو بوده است.

## شوگونی ایه‌میتسو
منبع قدرت فوکو البته سومین شوگون، ایه‌میتسو بود. پدربزرگش، ایه‌یاسو، و پدرش، هیده‌تادا، از دوره جنگ‌های داخلی جان سالم به در بردند و به اتحاد ژاپن دست یافتند، اما ایه‌میتسو بدون رفتن به جنگ، یک شوگون شد. شوگون‌سالاری ادو هنوز در وضعیت ناآرامی بود و به توانایی ایه‌میتسو وابسته بود. در واقع، حوادث بزرگی مانند شورش شیمابارا وجود داشت که اگر ضعیف انجام می‌شد، می‌توانست در سراسر کشور گسترش یابد، اما ایه‌میتسو از زور برای مهار آنها استفاده کرد.

## دیدار با امپراتور
صد و هشتمین امپراتور امپراتور گومیزونو در سال ۱۶۱۱ پس از مرگ پدرش، بر تخت نشست. قوانینی که توسط توکوگاوا ایه‌یاسو در سال ۱۶۱۵ وضع شد، قوانینی بود تا رفتار امپراتور و اشراف دربار را تنظیم کند. امپراتور گومیزونو به شدت با این نگرش شوگون مخالفت کرد با این وجود توکوگاوا ماساکو، دختر دومین شوگون توکوگاوا هیده‌تادا، به همسری امپراتور درآمد زیرا ایه‌یاسو می‌خواست خویشاوند مادری امپراتور شود. پس از آن، توکوگاوا ماساکو دو شاهزاده و پنج شاهزاده خانم به دنیا آورد، اما هر دو شاهزاده در کودکی مردند، بنابراین یک امپراتور مذکر از خون خاندان توکوگاوا نتوانست به تخت سلطنت برسد. امپراتور گومیزونو که از قوانین مختلفی که دربار امپراتوری را منع می‌کرد ناراضی بود، به راهبان اجازه داد تا رداهای بنفش را بدون رضایت شوگون‌سالاری بپوشند. در سال ۱۶۲۷، شوگونات این کار را غیرقانونی کرد، رداهای بنفش را مصادره کرد، و راهبانی را که اعتراض کردند تبعید کرد. در نتیجه حادثه ردای بنفش نشان داد که قوانین وضع شده توسط شوگون سالاری بر مجوزهای امپراتوری ارجحیت دارد و امپراتور گومیزونو به‌طور فزاینده‌ای از ظلم و ستم شوگون‌سالاری خشمگین شد. علاوه بر این، سایتو فوکو (بعدها کاسوگا نو تسوبونه)، به عنوان نماینده شوگون از کاخ امپراتوری بازدید کرد. اگرچه خانواده توکوگاوا قدرت فوق‌العاده ای داشتند، اما در موقعیتی نبودند که با امپراتور مخاطب شوند و دیدار داشته باشند، بنابراین فوکو که قبلاً به فرزندخواندگی یکی از اشراف درباری سانجونیشی سانه‌ئدا درآمده بود، دربار را مجبور کرد که او را مخاطب قرار دهد. امپراتور گو-میزونو که از این دیدار خشمگین شده بود، در سال ۱۶۲۹ بدون اجازه شوگون سالاری از سلطنت کنار رفت و تاج و تخت را به دختر ۷ ساله اش «اوکیکو» سپرد. در نتیجه، صد و نهمین امپراتور ژاپن امپراتریس میشو شد، که اولین امپراتور زن پس از ۸۵۹ سال بود، او بدون ازدواج از سلطنت کناره‌گیری کرد و با این عمل به ادامه پیوند خونی با خاندان توکوگاوا در امپراتورهای ژاپن پایان داد.

## مرگ

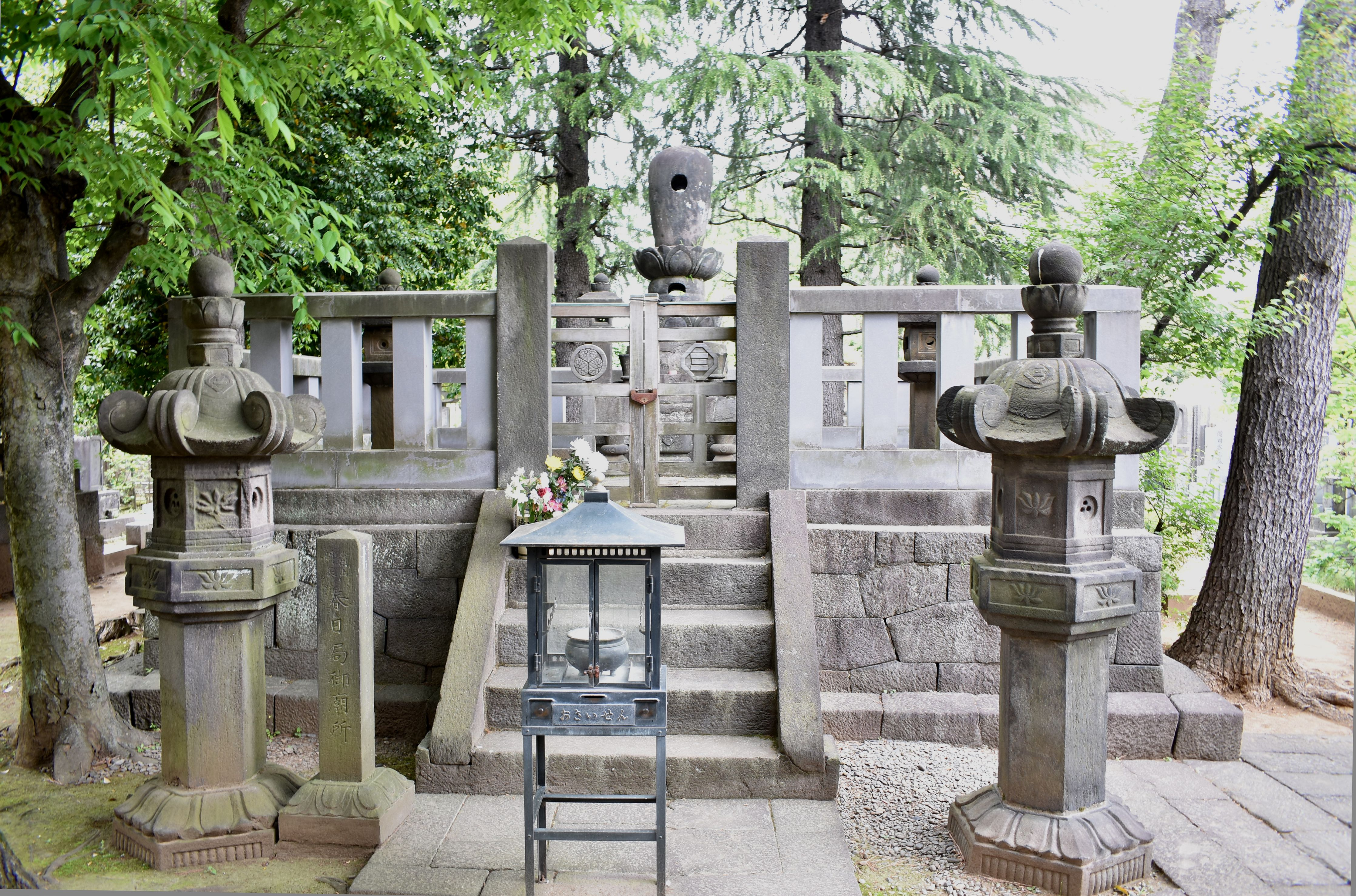
قبر کاسوگه نو تسوبونه رینشو-این

فوکو در ۱۴ سپتامبر ۱۶۴۳ در سن ۶۴ سالگی درگذشت. گور او در رینشو-این در بونکیو-کو، توکیو در توکیو قرار دارد.
در ۱۰ سپتامبر، درست قبل از مرگش، ایه‌میتسو نامزدی دختر نوه فوکو (۳ ساله)، اینابا ماسانوری را با هوتتا ماساتوشی و نامزدی خواهر کوچکتر اینابا ماسانوری را با ساکای تادایوشی اعلام کرد. هدف این بود که خاندان اینابا و خاندان هوتتا و خاندان ساکای، را با دایمیوهای فودای در حال ظهور، ، پیوند دهد. پس از آن، ماسانوری و ماساتوشی در شوگون‌سالاری ارتقا یافتند و به ترتیب روجو و تایرو شدند و در اداره شوگون‌سالاری شرکت کردند.

## فرهنگ عامه
- ملکه کاسوگا نو تسوبونه ساخته شده در ۱۹۹۰ میلادی، به کارگردانی سادائو ناکاجیما[۴]
- کاسوگا نو تسوبونه (۱۹۸۹ ان‌اچ‌کی مجموعه تلویزیونی تایگا) با بازی ریکو اوهارا.
- اواوکو (مجموعه تلویزیونی) (۲۰۰۴) به تصویر کشیده شده توسط یوکی ماتسوشیتا (بازیگر)
- باسیلیسک (مانگا) (۲۰۰۵ انیمه و مانگا) با صدای کیمیکو سایتو.
- نی‌او (بازی ویدیویی ۲۰۱۷) با نام تولدش «فوکو»، جایی که او یک اونمیو-جی (طالع‌بین)، زیر نظر راهب بودایی تنکای است.
- فیت/گراند اوردر (بازی ویدیویی ۲۰۱۵) به عنوان یک شخصیت اصلی مکمل، او با الهه هندی پارواتی ترکیب شده و در رویداد درون بازی ظاهر می‌شود. بازیکن در این بازی ویدیویی برای هدایت نسخه داستانی اواوکو در بازی شرکت می‌کند.[۵]

## شجره نامه

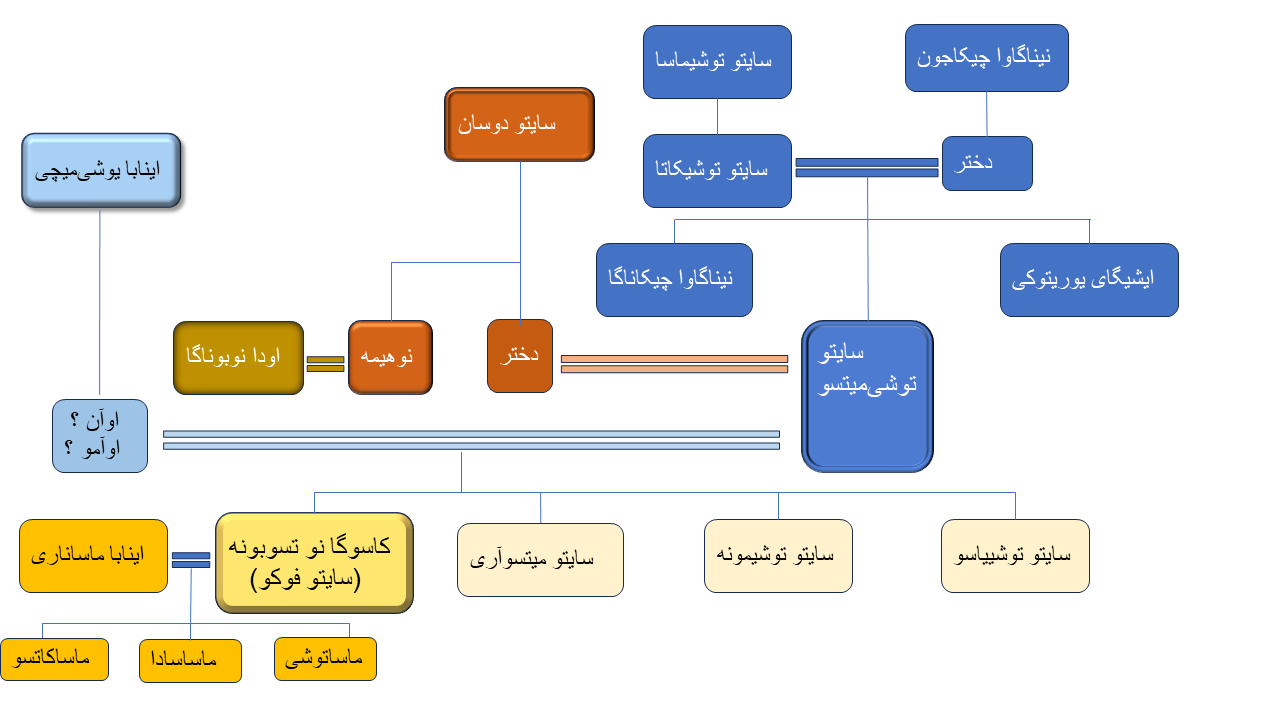
شجره‌نامه